# San Diego-Coronado Bridge
 (mai 2020).
Si vous disposez d'ouvrages ou d'articles de référence ou si vous connaissez des sites web de qualité traitant du thème abordé ici, merci de compléter l'article en donnant les références utiles à sa vérifiabilité et en les liant à la section « Notes et références ».
Le San Diego-Coronado Bridge, localement appelé Coronado Bridge, est un pont à poutres en béton précontraint franchissant la baie de San Diego aux États-Unis, qui relie San Diego et la ville de Coronado, en Californie. Ce pont fait partie de la State Route 75. 

## Description

### Construction
En 1926, John D. Spreckels émit l'idée de construire un pont entre San Diego et Coronado, cependant les électeurs refusèrent le projet. Ce projet posait en effet problème à l'U.S Navy, car en cas de tremblement de terre ou d'attaque militaire les navires stationnés à la Base navale de San Diego pourraient être bloqués par l'effondrement du pont. En 1935, un officier de la base aéronavale de North Island fit entendre que si le pont était construit, la Navy quitterait San Diego.
En 1951 - 1952, le conseil citoyen de Coronado initia des études de faisabilité pour un pont. Courant 1964, la Navy donna son accord à la condition d'une hauteur de 61 mètres afin que les bateaux ayant à sortir de la rade de San Diego puissent passer dessous. De plus il fallait que le pont adopte une trajectoire courbe plutôt que la ligne directe vers Coronado, toujours dans un souci de sécurité pour les navires. Cette hauteur permettrait à un porte-avions à propulsion classique à sec de carburant de passer dessous. Cependant elle n'est pas suffisante pour un porte-avions classe Nimitz à propulsion nucléaire emportant un chargement léger.
L'architecte principal était Robert Mosher. La construction du San Diego - Coronado Bay Bridge commença en février 1967. Le pont nécessita 20 000 tonnes d'acier (13 000 tonnes d'acier structurel classique et 7 000 d'acier renforcé) et 72 000 mètres cubes de béton. 688 000 mètres cubes de sable furent dragués et les caissons des piles s'enfoncent de 30 mètres dans le fond de la baie. Le pont fut inauguré le 3 août 1969, durant les fêtes célébrant le 200ème anniversaire de la fondation de la ville. Le pont de 3 407 mètres de long part de Coronado avec une montée à 4,7% , puis effectue une courbe de 80 degrés vers San Diego. Il est soutenu par 27 poutres de béton, les plus longues au monde à l'époque de la construction.
En 1970, il gagna le prix du mérite pour pont de grande portée de l'American Institute of Steel Construction. Le pont de 5 voies posséda la plus longue poutre-caisson du monde jusqu'en 2008 où il fut surpassé par le pont de Shibanpo situé à Chongqing en Chine. 

### Péage
Originellement, le coût de la traversée était de 0,60$ dans chaque direction. Quelques années plus tard, la tarification fut changée, il en coûtait désormais 1$ mais uniquement pour le trafic allant de San Diego vers Coronado. Même si le pont était supposé devenir gratuit une fois l'obligation payée, ce qui arriva en 1986, le péage continua pour seize années de plus. Le 27 juin 2002, il devint le dernier pont de Californie du Sud à cesser d'être payant, malgré les objections des résidents selon lesquels le trafic pour l'île allait augmenter. Les îles sur lesquelles étaient bâties les postes de péage sont toujours intactes ; elles se situent côté ouest du pont, dans le sens San Diego vers Coronado. Comme les péages ne sont désormais plus perçus, il y eut en février 2009[réf. souhaitée] un débat afin de réaffecter les fonds collectés au budget pour construire d'autres infrastructures de transport, comme un tunnel. Cependant rien ne se dégagea de ces discussions, qui en firent naître d'autres sur la disparition complète de l'ancienne gare de péage.

### Voies et trafic
Le pont possède 5 voies : deux vers l'est, deux vers l'ouest et une voie centrale réversible avec un système de barrière mobile installé en 1993 qui permet de créer une troisième voie dans chaque direction selon le trafic. La sortie est du pont est directement connectée via un échangeur en T à l'Interstate 5, juste au sud-ouest du centre-ville de San Diego. Le pont a été entièrement et exclusivement pensé pour le trafic motorisé : pas de passerelle piétonne, de piste cyclable. Une fois par an depuis 1986, une voie est ouverte aux piétons pour le Navy Bay Bridge Run/Walk, une opération de levée de fonds dont les bénéfices vont aux bonnes œuvres de la Navy. Depuis 2008, les cyclistes ont l'opportunité annuelle de parcourir le pont grâce au Bike the Bay Fun Ride.

### Art urbain
Les piliers supportant le tablier est du pont sont peints de gigantesques tags et associés au Chicano Park, la plus grande collection de tags chicanos du monde. Cet ensemble a été créé dans les années 1970, pour protester contre les effets négatifs de la construction du pont sur le Barrio Logan. L'artiste local Salvador Torres proposa d'utiliser les piliers du pont et de l'autoroute comme une toile géante de l'art chicano à une époque où les tags étaient encore rares aux Etats-Unis. Lui et beaucoup d'autres artistes constituèrent ce musée à ciel ouvert quand ils obtinrent la permission d'établir ce parc en 1973.

## Suicides
Ce pont est celui des Etats-Unis où l'on compte le troisième plus grand taux de suicides, seulement précédé par le pont du Golden Gate de San Francisco et le pont Aurora de Seattle. Entre 1972 et 2000, plus de 200 suicides se sont produits sur le pont. Des panneaux ont été placés incitant les personnes suicidaires à appeler une hotline. Cependant aucune cabine téléphonique n'est installée. Les élus de Coronado ont engagé des études de faisabilité sur la pose de filets ou de barrières, même si aucune action n'a pour l'instant été engagée.
Un seul suicide a été plus tard élucidé comme un meurtre. Les autorités déterminèrent que Jewell P. Hutchings, de Cerritos, avait été forcée de sauter sous la menace d'une arme ; son mari, James Albert Hutchings, fut rapidement soupçonné d'être l'auteur de ce meurtre et plaida coupable d'homicide involontaire.
La réputation du pont comme d'un lieu privilégié pour un suicide a aussi été entretenue dans la fiction. Dans la série télévisée Veronica Mars, la mère du héros, Logan Echolls, se suicide en sautant du pont dans l'épisode Clash of the Tritons.

## Illumination du pont
En avril 2008, le port a lancé un appel international aux artistes intéressés par le développement d'un éclairage écologique pour le pont. En 2010, le groupe londonien de Peter Fink fut choisi. Le concept gagnant envisageait d'illuminer le pont grâce à des LED programmables générant leur énergie grâce à des éoliennes. En 2012, deux ans après avoir choisi Peter Fink, le port a finalement fait un chèque de 75 000 $ à la San Diego Foundation afin d'encourager le don via des concerts solidaires notamment. Le port de San Diego a déclaré que ce n'est pas l'argent du contribuable qui avait été utilisé. Ce projet d'illumination sera normalement achevé en 2019, afin de coïncider avec le 50ème anniversaire du pont.

## Légende urbaine
Une légende urbaine qui court depuis quelques décennies raconte que le tablier central du pont est construit pour flotter en cas de désastre, afin que les navires de la Navy puissent pousser les débris et gagner l'océan. Le mythe pourrait trouver son origine dans la structure de caissons du pont, qui combinée au profil mince du tablier, le fait apparaître comme pouvant flotter. Cependant Caltrans et l'architecte principal du pont, Robert Mosher, ont toujours maintenu que cette légende était fausse.

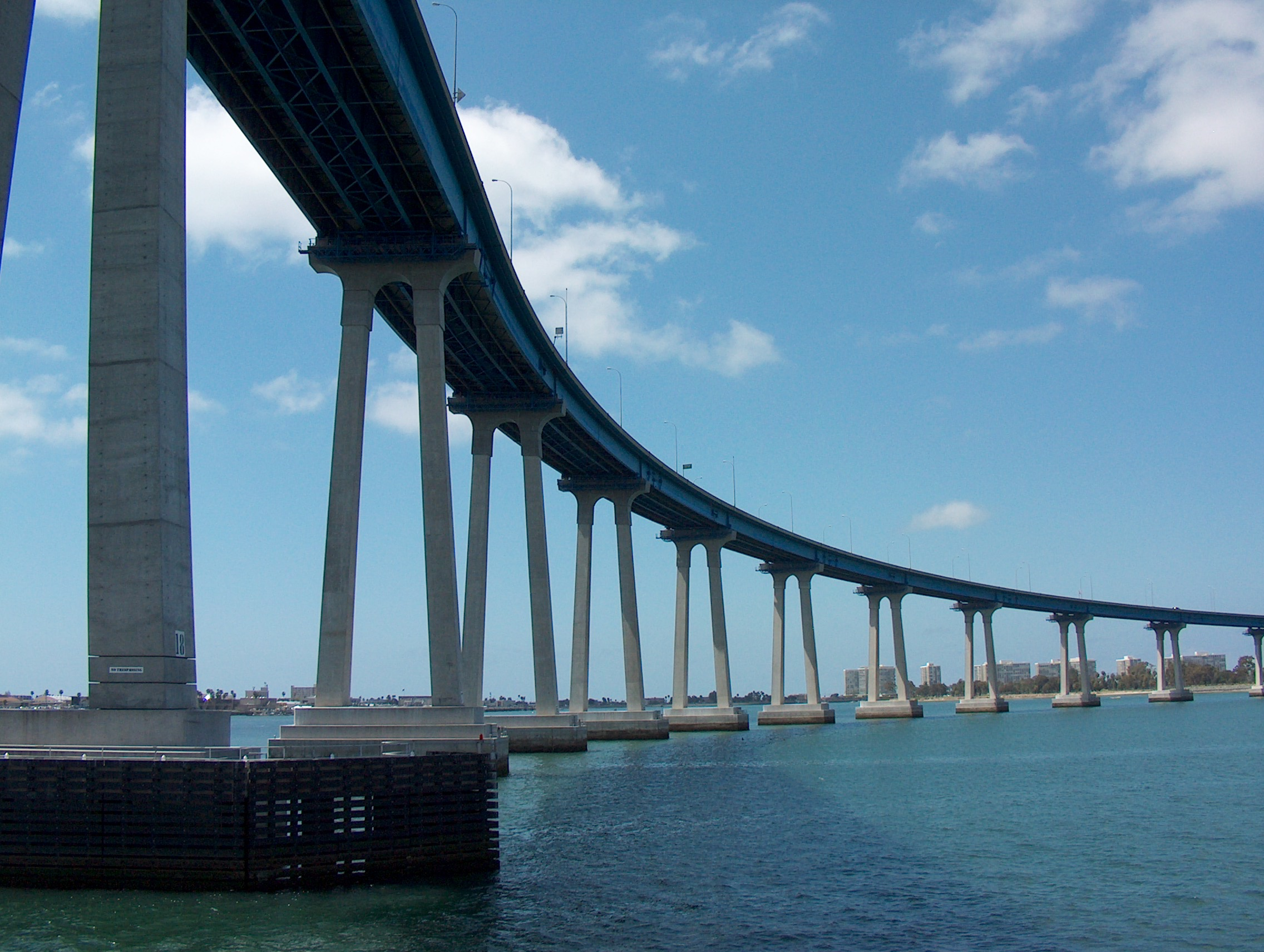
Vue du San Diego-Coronado Bridge
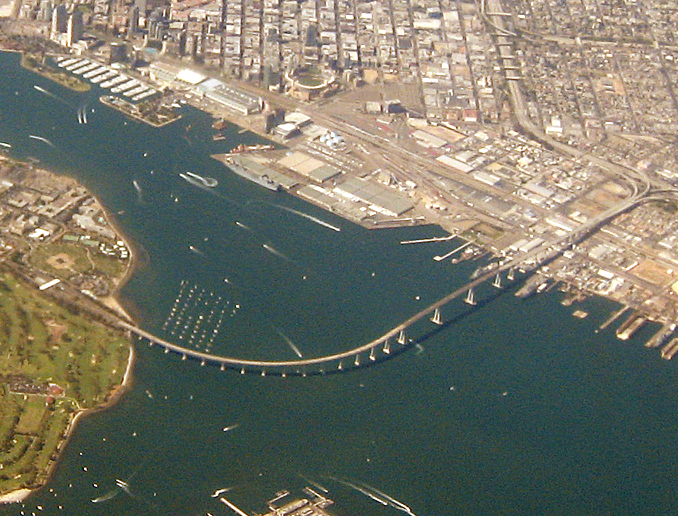
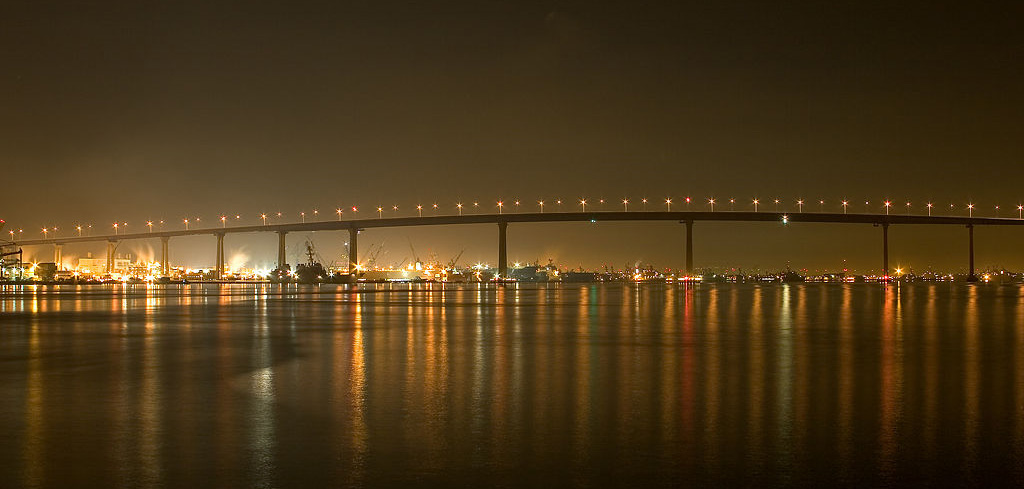
Le pont illuminé la nuit